# Robby Dragman
Robby Koesman Dragman (Moengo, 11 februari 1953) is een Surinaams politicus.
Na de parlementsverkiezingen van 1996 werd Dragman namens de Javaanse KTPI de minister van Handel en Industrie onder president Jules Wijdenbosch. Eind 1999 moest hij voortijdig opstappen toen er sterke aanwijzingen waren van corruptie nadat parlementariërs aan president Wijdenbosch documenten hadden getoond van importeurs die steekpenningen hadden betaald om goederen binnen te krijgen. Diezelfde week nam zijn partijgenoot Ramon Dwarka Panday ontslag als minister van Defensie vanwege aanhoudende geruchten over een zedenmisdrijf met minderjarige meisjes. De KTPI'er Sonny Kertoidjojo, vanaf 1996 minister van Binnenlandse Zaken, nam zijn functie erbij.
In 2005 werd bekend dat Willy Soemita het voorzitterschap van de KTPI wilde beëindigen waarbij partijsecretaris Robby Dragman als mogelijke opvolger werd genoemd. Later werd vooral Kertoidjojo gezien als de aanstaande voorzitter maar toen deze zich terugtrok heeft Soemita zich toch verkiesbaar gesteld waarna hij KTPI-voorzitter kon blijven.